# Bjarne Stroustrup

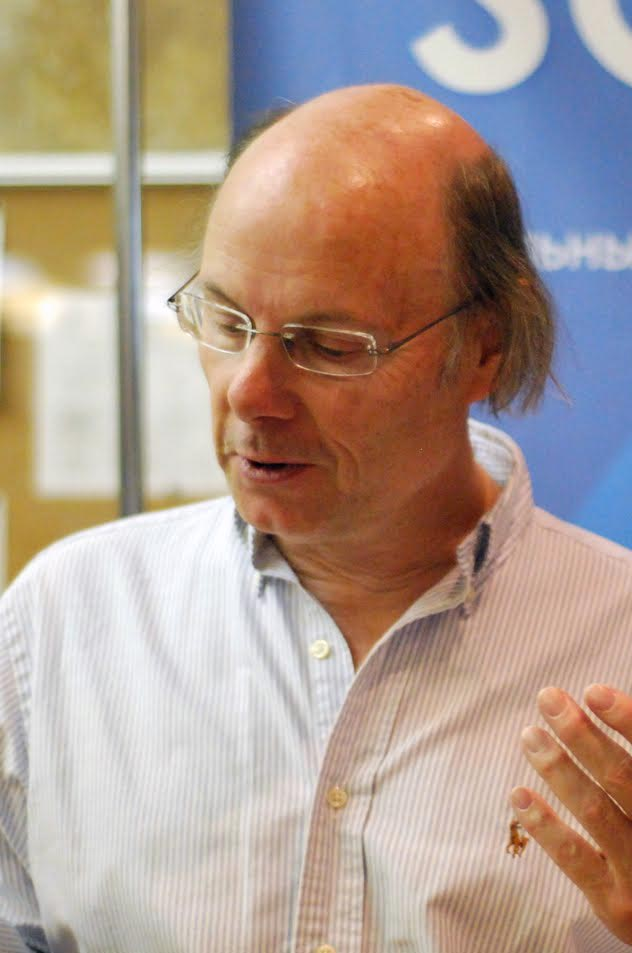
Bjarne Stroustrup, 2010

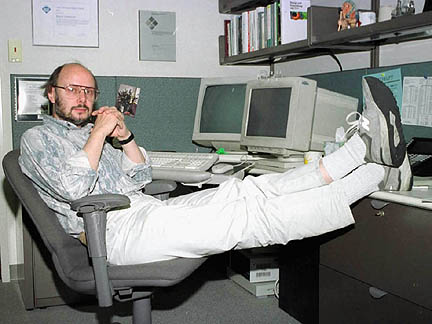
Bjarne Stroustrup, 2004

Bjarne Stroustrup [ˈbjɑːnə ˈsdʁʌʊ̯ˀsdʁɔb] (* 30. Dezember 1950 in Aarhus, Dänemark) ist Professor der Informatik an der Texas A&M University. Bekanntheit erlangte er durch die Entwicklung der Programmiersprache C++, an deren Standardisierung er bis heute beteiligt ist.

## Biografie
Stroustrup erwarb akademische Grade in Mathematik und Informatik (1975) an der Universität Aarhus sowie einen Doktorgrad in Informatik (1979) von der Universität Cambridge, England. Er leitete die Abteilung AT&T Lab’s Large-scale Programming Research der Bell Laboratories von deren Gründung bis Ende 2002.
Seinen eigenen Worten zufolge hat Stroustrup „C++ erfunden, seine ersten Definitionen geschrieben und die erste Implementierung geschrieben[…], [die]  Entwurfskriterien für C++ formuliert, alle wichtigen Einrichtungen entworfen und [er] war zuständig für das Durchsehen von Erweiterungsvorschlägen im C++-Standardisierungsgremium“. Stroustrup schrieb auch das Fachbuch Die C++-Programmiersprache (englischer Originaltitel The C++ Programming Language). Der Text wurde mehrfach neu aufgelegt, um der fortschreitenden Entwicklung der Sprache und den Arbeiten des C++-Standardisierungskomitees gerecht zu werden.
1993 erhielt er für seine Arbeit um C++ den Grace Murray Hopper Award, 2005 den William Procter Prize for Scientific Achievement der Scientific Research Society (Sigma Xi). Die Staatliche Universität für Informationstechnologien, Mechanik und Optik Sankt Petersburg (ITMO) verlieh Stroustrup 2013 die Ehrendoktorwürde.
Von 2014 an war er Gastprofessor an der Columbia University und arbeitete bei Morgan Stanley.
Im Juli 2015 erhielt Stroustrup während der European Conference on Object Oriented Programming (ECOOP) in Prag den Dahl-Nygaard-Preis. Ebenfalls 2015 wurde er Fellow des Computer History Museum. Für 2017 wurden ihm die Faraday-Medaille des IET und der Charles-Stark-Draper-Preis der National Academy of Engineering zugesprochen, für 2018 der Computer Pioneer Award.
Seit 2022 ist er Professor an der Columbia-Universität in der Stadt New York.

## Werke
- A Tour of C++ (Third edition). Pearson International, 2022, ISBN 0-13-681648-7.
- A Tour of C++, 2nd edition. Pearson Education, 2018, ISBN 978-0-13-499783-4 (Dieses Buch gibt einen Überblick über C ++ gemäß Definition in C ++ 17. Es wird davon ausgegangen, dass Sie zuvor programmiert haben. Andernfalls sollten Sie ein Lehrbuch lesen, z. B. Programming: Principles and Practice Using C++).
- Eine Tour durch C++. Carl Hanser Verlag, 2015, ISBN 978-3-446-43962-7 (Dieses kompakte Buch soll einem erfahrenen Programmierer eine Vorstellung davon vermitteln, was modernes C++ ausmacht, benutzt C++11).
- Programming – Principles and Practice Using C++, 2nd edition. Addison-Wesley, 2014, ISBN 978-0-321-99278-9 (Einführungsbuch in die Programmierung mit C++11, C++14; Standardwerk für Texas A&M Universität Einstiegsprogrammierkurse).
- The C++-Programming Language, 4th edition. Pearson Education, 2013, ISBN 978-0-321-56384-2 (Dieses Buch richtet sich an ... C ++ - Programmierer, die wissen möchten, was der neueste ISO C ++ - Standard zu bieten hat, benutzt C++11).
- Die C++-Programmiersprache. Addison-Wesley, 2011, ISBN 0-201-70073-5 (Dies ist die Übersetzung der dritten Auflage bzw. der „Special Edition“ des Buchs „The C++ Programming Language“, benutzt C++98).
- Einführung in die Programmierung mit C++. Pearson Studium, 2010, ISBN 978-3-86894-005-3 (Deutsche Übersetzung von Programming: Principles and Practice Using C++ 1st edition, benutzt C++98).
- The Design and Evolution of C++. Addison-Wesley, 1994, ISBN 978-0-201-54330-8 (Beschreibt das Design und die Entwicklung von C++.).